# Jezioro Czyste Małe
Jezioro Czyste Małe – jezioro na Pojezierzu Łagowskim, w powiecie słubickim, w gminie Ośno Lubuskie.

## Położenie i opis
Jezioro położone jest w północno-wschodniej części powiatu słubickiego, na Pojezierzu Łagowskim. Nieco na południe znajduje się, dużo większe jezioro Czyste Wielkie. Zbiornik w całości otoczony jest lasami należącymi do nadleśnictwa Ośno Lubuskie. Około 1 km na północny wschód od akwenu zaczynają się granice administracyjne Ośna Lubuskiego. Jedyny dopływ do jeziora znajduje się w pobliżu jego południowego krańca. Zbiornik nie posiada stałych odpływów.
Jest jednym z jezior Zespołu Przyrodniczo-Krajobrazowego „Uroczysko Ośniańskich Jezior”.

## Hydronimia
Jezioro pojawia się w źródłach w 1835 roku jako Scheischt S., a następnie Kl. Zeuscht See (1914), Klein Zeuscht See (1938), Kl. Zeuscht See — Czyste Małe (1949), Jez. Czyste Małe (1963). Państwowy rejestr nazw geograficznych jako nazwę urzędową akwenu podaje Czyste Małe, wymieniając nazwę oboczną Jezioro Czyste Małe.

## Morfometria
Według danych Instytutu Meteorologii i Gospodarki Wodnej powierzchnia zwierciadła wody jeziora wynosi 9,0 ha, A. Choiński, poprzez planimetrowanie na mapach 1:50 000, określił wielkość jeziora na 8,0 ha.
Średnia głębokość zbiornika wodnego to 2,6 m, a maksymalna to 5,5 m. Objętość jeziora wynosi 234,0 tys. m³. Maksymalna długość jeziora to 670 m, a szerokość 210 m. Długość linii brzegowej wynosi 650 m.
Według Atlasu jezior Polski (red. J. Jańczak, 1996) lustro wody znajduje się na wysokości 52,6 m n.p.m., natomiast według numerycznego modelu terenu udostępnionego przez Geoportal 51,8 m n.p.m.
Według Mapy Podziału Hydrograficznego Polski leży na terenie zlewni siódmego poziomu Dopływ z jez. Grzybno. Identyfikator MPHP to 1896624.

## Zagospodarowanie
Administratorem wód jeziora jest Regionalny Zarząd Gospodarki Wodnej w Poznaniu. Gospodarkę rybacką prowadzi na jeziorze Polski Związek Wędkarski Okręg w Gorzowie Wielkopolskim.